# Crisa

Mapa de la zona de Grecia central donde se ubican algunas de las principales ciudades de la antigua Fócida. Crisa estaba situada al suroeste de Delfos.

Crisa (en griego Κρῖσα) fue una antigua ciudad de la Fócida que durante mucho tiempo se pensaba que podría ser la misma que Cirra o Kirra. Pausanias dice que Cirra era el nombre de la antigua Crisa, pero Estrabón dice que eran dos ciudades distintas. Las investigaciones de Ulrichs han establecido que se trata de dos ciudades:
Crisa es mencionada por Homero en el catálogo de las naves de la Ilíada, estaba situada tierra adentro al sudoeste de Delfos, en la parte sur del Parnaso. La ciudad dio nombre a la bahía situada no demasiado lejos, y a veces a todo el golfo de Corinto. Estrabón recoge un fragmento de Éforo que dice que la colonia de Metaponto, en Italia, había sido fundada por Daulio, un tirano de Crisa.
Crisa daba también nombre a una gran llanura que tenía al norte el Parnaso, al este el monte Cirfis, y al oeste las montañas de los locrios ozolios y llegaba hasta Anfisa. 
Cirra fue construida más tarde en la bahía de Crisa, en la boca del río Plisto (llamado ahora Xeropótamos) y al pie del monte Cirfis, y de hecho fue el puerto de Delfos. 
Sus ruinas se pueden ver a poca distancia de la ciudad de Chrysó, con la iglesia de los 40 santos al lado; quedan restos de las murallas del periodo micénico. Los testimonios arqueológicos indican que el asentamiento fue abandonado al final del periodo micénico y ya no se volvió a ocupar hasta el periodo bizantino.